# Kinderklinik Louis Țurcanu

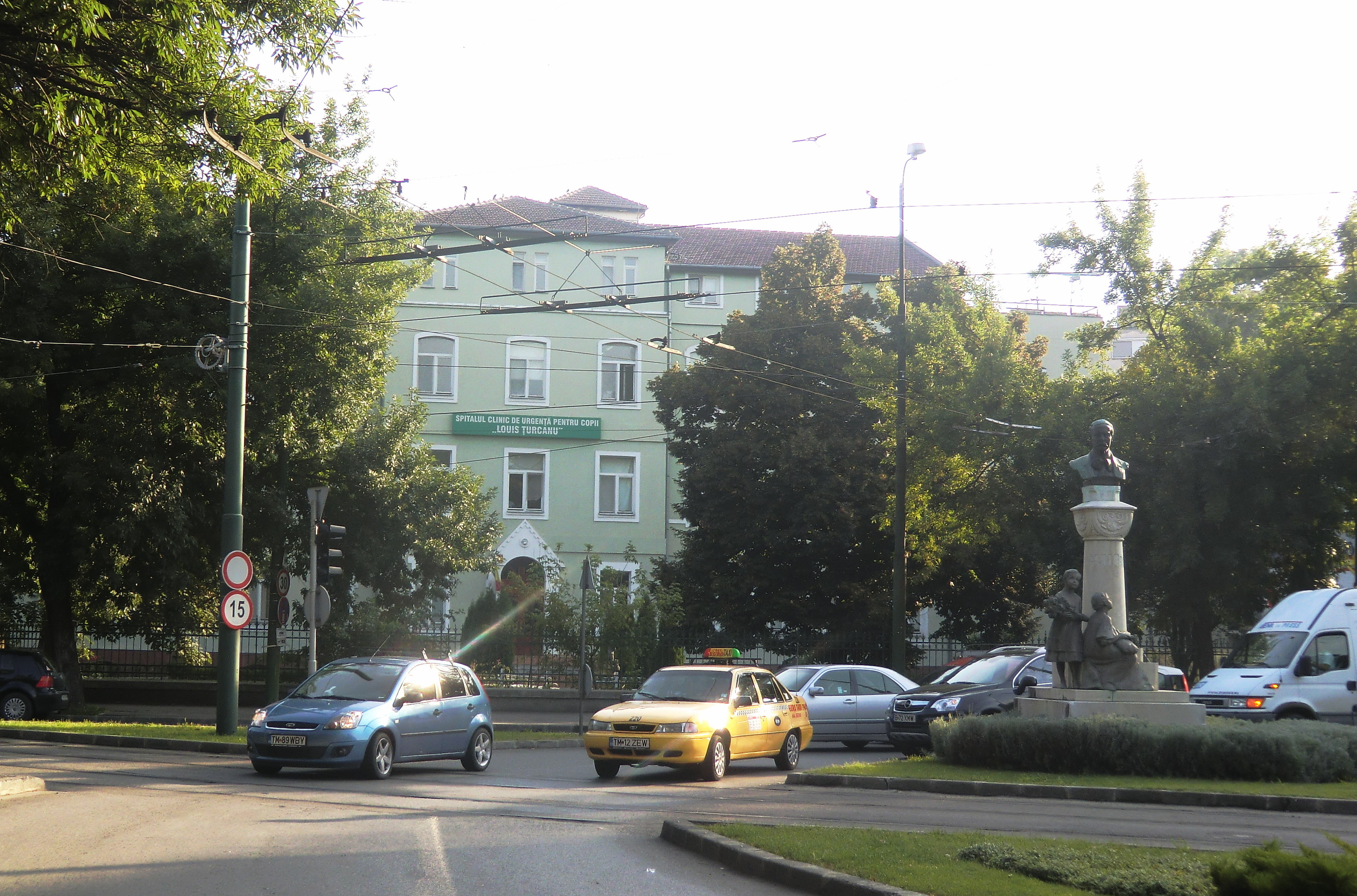
Kinderklinik Louis Țurcanu, 2010

Die Kinderklinik Louis Țurcanu (rumänisch Spitalul de Copii Louis Țurcanu) ist ein Krankenhaus für Kinderheilkunde an der Strada Dr. Iosif Nemoianu Nr. 2, im I. Bezirk Cetate der westrumänischen Stadt Timișoara und eine der größten Kinderkliniken des Landes.

## Geschichte

### Anfänge
Die Kinderklinik in Timișoara wurde 1902 mit finanzieller Unterstützung von Anton Sailer errichtet. Er spendete dem Verein Weißes Kreuz 51.000 Kronen, die Hälfte der benötigten Summe für den Bau des Krankenhauses. Anton Sailer wurde in Arad geboren und war als Kaufmann in Timișoara tätig. Sein erworbenes Vermögen stellte er für wohltätige Zwecke zur Verfügung. 1904 wurde er zum Ehrenburger der Stadt Timișoara ernannt. Ihm zu Ehren wurde 1906 seine Büste vor dem Hauptgebäude des Krankenhauses, in der Mitte des ehemaligen Horațiu-Platzes, dem heutigen Königin-Maria-Platz, aufgestellt. 1913 wurde die Abteilung für Kinderchirurgie mit zehn Betten eingerichtet und 1931–1942  das Gebäude aufgestockt und auf 100 Betten erweitert.

### Nachkriegszeit
1945, nach der Eröffnung der Medizinischen und Pharmazeutischen Universität Victor Babeș, entstand in der Kinderklinik eine der ersten Universitätskliniken Timișoaras. Nach der Verstaatlichung von 1948 wurden der Kinderklinik die angrenzenden Sanatorien PARC und Burian angegliedert, so dass die Kapazität des Hauses auf 180 Betten erhöht werden konnte; erster Direktor wurde Emil Hurmuzache.
In den Jahren 1950 bis 1952 erfolgte die Erweiterung der Klinik mit zwei zweistöckigen Flügeln. Das Krankenhaus wurde auf 250 Betten erweitert und erhielt eine Ambulanz, einen Vortragsraum für Studenten, eine Bibliothek und einen Speisesaal für Mütter. 1962 wurde  der spätere Namensgeber, Louis Țurcanu, Direktor der Kinderklinik.

### Nach der Revolution von 1989
1990 hatte das Kinderspital 400 Betten, eine Chirurgieabteilung, eine Abteilung für Sozialpädiatrie, eine TBC-Station und ein Waisenhaus.
Im Frühjahr des Jahres 1990 gründeten in Hamburg einige Rumänienfreunde den Verein „Zukunft Rumäniens – Kinderklinik Temesvar e.V.“. Erste Vorsitzende war Donata von Preußen, die Witwe von Louis Ferdinand Prinz von Preußen (1944–1977). Anfang 1990 wurden 4.000 Spendenaufrufe verschickt. Bundestagspräsidentin Rita Süssmuth schickte eine ermutigende Antwort und eine persönliche Spende. In Rumänien war der Rumänisch-Orthodoxe Metropolit Nicolae Corneanu einer der bedeutendsten Unterstützer des Projektes. In Deutschland trat der Bundestagsabgeordnete Klaus Francke als wichtiger Fürsprecher bei der Bundesregierung ein. 1994 erfolgte ein Antrag beim Bundesministerium des Innern für eine Bezuschussung der Vereinsmittel. Die ausschließlich aus Spenden entstandenen Vereinsmittel beliefen sich auf etwa 1.000.000 DM. Das Bundesministerium des Innern genehmigte Ende 1994 einen Zuschuss für die medizinisch-technische Ausstattung von 743.000 DM aus den Mitteln, die für die deutschstämmige Bevölkerung in Rumänien bestimmt waren.
Der Grundstein für die neue Operationsabteilung wurde am 30. August 1995 von Bundestagspräsidentin Rita Süssmuth, persönlich gelegt. Innerhalb eines guten Jahres stand der Neubau des Operationstraktes. Die moderne medizinische Technik wurde aus Deutschland geliefert und eingebaut. Am 17. Dezember 1996 fanden die Einweihung und die Inbetriebnahme der neuen Chirurgieabteilung statt. Die feierliche Einweihung nahm Ministerialdirektor Klaus Pöhle vor.
1999 wurde aus rumänischen Geldern das alte Hauptgebäude der pädiatrischen Chirurgie ebenfalls saniert und an westliche Standards angepasst.